# Sasolburg
Sasolburg ist eine Industriestadt im äußersten Norden der südafrikanischen Provinz Freistaat. 2011 hatte der Ort 30.699 Einwohner;. das benachbarte Township Zamdela hatte 82.339 Einwohner.

## Geographie
Sasolburg liegt etwa 1500 Meter über dem Meeresspiegel, so dass die Stadt ein trockenes Klima hat. Es fallen jährlich etwa 638 mm Niederschlag, die Durchschnittstemperatur beträgt 26,9 °C im Sommer beziehungsweise 1,6 °C im Winter. Sasolburg liegt am Vaal, der den Freistaat von der ehemaligen Provinz Transvaal trennt. Der Vaal Dam liegt nicht weit von Sasolburg.
Gemeinsam mit den Städten Zamdela, Deneysville und Oranjeville und den umgebenden ländlichen Gebieten bildet Sasolburg die Metsimaholo Local Municipality.

## Geschichte
Sasolburg wurde am 26. September 1950 gegründet, um Wohn- und andere Einrichtungen für die Angestellten des Unternehmens Sasol bereitzustellen. Ein weiter Zweck war die Einrichtung einer Pilotraffinerie zur Herstellung von Öl aus Kohle (Kohleverflüssigung) durch die US-amerikanische M. W. Kellogg Co., da das Öl ein Importgut war und die Kohlevorräte Südafrikas sehr reichhaltig sind. Die politischen Entwicklungen der späten 1960er und frühen 1970er Jahre (besonders die Handelsembargos gegen das Land) ließen dieses Projekt sehr wichtig werden. Pläne wurden gemacht für eine Produktionsanlage in Ost-Transvaal, die etwa 25 Prozent des nationalen Bedarfs produzieren sollte. Die Stadt Secunda wurde neu errichtet, um die Belegschaften des als SASOL 2 bekannten Projekts zu beherbergen.
Die Industrieanlagen in Sasolburg wurde 1980 von Umkhonto we Sizwe, dem militärischen Flügel des African National Congress, angegriffen. Allerdings war der Symbolwert der Aktion bedeutender als der angerichtete ökonomische Schaden.

## Flora
Bekannt ist der Ort für seinen außergewöhnlichen Baumreichtum, besonders an Eichen.

## Persönlichkeiten
- Hardy Holte (* 1957), deutscher Autor, geboren in Sasolburg
- Chris Harmse (* 1973), Hammerwerfer
- Olaf Zenker (* 1973), deutscher Ethnologe
- Charlene du Preez (* 1987), Bahnradsportlerin
- Tshepang Makhethe (* 1996), Hammerwerfer